# República da Baixa Califórnia
A República da Baixa Califórnia (em inglês:  Republic of Lower California, em castelhano:  República de Baja California) foi um estado proclamado pelo flibusteiro estadunidense William Walker durante uma expedição com um grupo de 45 homens e o apoio de cerca de 200 habitantes, na península da Baixa Califórnia, no México.

## História
William Walker era um médico e um aventureiro estadunidense que se instalou na Califórnia durante a corrida do ouro. Ele tentou apoderar-se do estado de Sonora antes de lançar a campanha a Baja California, que tinha o apoio dos magnatas estadunidenses, provavelmente entre eles se encontrava William Vanderbilt; e no âmbito da omissão das autoridades californianas ao que era uma ação ilegal contra um país estrangeiro.
Walker partiu da Califórnia, na companhia de um grupo de 45 mercenários estadunidenses, em 17 de outubro de 1853, com a intenção de chegar a Guaymas (Sonora) e ocupar o estado mexicano. No entanto, um ano antes, os mexicanos já haviam repelido uma expedição de flibusteiros franceses, maior em número de tropas e preparação militar. Talvez isso tenha levado Walker a reconsiderar, que optou por atacar e tomar primeiro a península da Califórnia como um primeiro passo para apoderar-se de Sonora. A bordo da escuna Caroline, a expedição de Walker chegou a Cabo San Lucas em 28 de outubro daquele ano. Mudou-se por mar para La Paz, capital do território de Baja California, que ocupava cinco dias após capturar Rafael Espinosa, chefe político do território. Lá, os flibusteiros arriaram a bandeira mexicana e hastearam no lugar uma bandeira de três listras horizontais, duas vermelhas e uma branca no centro, com duas estrelas que representam Baja Califórnia e Sonora. Em 3 de novembro de 1853, os mercenários proclamaram a independência da península que denominariam de República de Baja California. Mais tarde, a expedição capturou o coronel Juan Clímaco Rebolledo, que veio a substituir Espinosa no cargo de chefe político sem saber que a capital da Baja California havia sido tomada pelos invasores estadunidenses.
Uma vez que os reforços da expedição provenientes da Califórnia tardaram a chegar, Walker decidiu mudar sua sede para o norte da península, perto da fronteira com os Estados Unidos e da passagem terrestre para Sonora, que era o objetivo de suas ambições e também do governo estadunidense, que já havia manifestado a intenção de comprar o noroeste do México. Em La Paz houve alguns confrontos entre os residentes civis e os flibusteros, que Walker interpretou como vitórias militares sobre o governo mexicano, o qual acusava de ser tirano e decadente. Já em Ensenada, os flibusteiros estabeleceram seu quartel no que é atualmente as ruas de Tercera e Gastélum daquela cidade. A partir daí, Walker emitiu uma proclamação ao povo estadunidense, solicitando seu apoio para defender a independência de Baja California, do qual se autoproclamou presidente. Muitos voluntários estadunidense aderira ao chamado de Walker, adicionando um número de 253 expedicionários que chegariam a Ensenada no navio Anita.
Embora nunca tenha conseguido tomar Sonora, Walker decidiu três meses depois incorporar esta região a Baja Califórnia para formar a República de Sonora.  Temendo ataques pelo exército mexicano, moveu suas primeiras posições para Cabo San Lucas no sul e depois para Ensenada, no norte. A falta de suporte material e a resistência inesperada dos mexicanos forçariam Walker a recuar..